# Renault RE40
O RE40 foi um modelo da Renault da temporada de 1983 da F1. Condutores: Alain Prost e Eddie Cheever. 

## Resultados[1]
(legenda) (em negrito indica pole position e itálico volta mais rápida)
| Ano  | Chassi | Motor                        | Pneus | N° | Pilotos       | 1   | 2   | 3   | 4   | 5   | 6   | 7   | 8   | 9   | 10  | 11  | 12  | 13  | 14  | 15  | Pontos | Posição |  |
| ---- | ------ | ---------------------------- | ----- | -- | ------------- | --- | --- | --- | --- | --- | --- | --- | --- | --- | --- | --- | --- | --- | --- | --- | ------ | ------- |  |
|      |        |                              |       |    |               |     |     |     |     |     |     |     |     |     |     |     |     |     |     |     |        |         |  |
|      |        |                              |       |    |               | BRA | USW | FRA | SMR | MON | BEL | USE | CAN | GBR | GER | AUT | HOL | ITA | EUR | RSA |        |         |  |
| 1983 | RE40   | Renault-Gordini EF1 V6 Turbo | M     | 15 | Alain Prost   |     | 11  | 1   | 2   | 3   | 1   | 8   | 5   | 1   | 4   | 1   | Ret | Ret | 2   | Ret | 791    | 2°      |  |
| 1983 | RE40   | Renault-Gordini EF1 V6 Turbo | M     | 16 | Eddie Cheever |     |     | 3   | Ret | Ret | 3   | Ret | 2   | Ret | Ret | 4   | Ret | 3   | 10  | 6   | 791    | 2°      |  |

↑1  Prost conduziu o RE30C apenas no GP do Brasil e Cheever até o Oeste dos Estados Unidos.